# Thuróczy Zsuzsa
Thuróczy Zsuzsa (Budapest, 1942. szeptember 23. – Budapest, 1985. szeptember 15.) magyar szövöttanyag-tervező iparművész.

## Életpályája
Az Iparművészeti Főiskolán 1967-ben diplomázott. A Kőbányai Textilművekben dolgozott tervezőként, majd színházi produkciókhoz készített kézműves jellegű, szövött és kézzel festett jelmezeket. 1979-től a selyemfestés érdekelte. A Videoton székesfehérvári Művelődési Központjában 1983-ban életnagyságú figurákkal sakkjátékot készített: szövött sakktáblát, kosárfonott bábukat.
Növényi ornamentikából kiinduló motívumrendszert alakított ki, különleges batiktechnika segítségével. A budapesti Flamenco Szálloda italbárjába gyapjú térelválasztót és faliszőnyeget készített.
Sírja a Farkasréti temetőben található (22-3-97).